# Cavareno
Cavareno is een gemeente in de Italiaanse provincie Trente (regio Trentino-Zuid-Tirol) en telt 973 inwoners (31-12-2004). De oppervlakte bedraagt 9,7 km², de bevolkingsdichtheid is 100 inwoners per km².

## Demografie
Cavareno telt ongeveer 394 huishoudens. Het aantal inwoners steeg in de periode 1991-2001 met 8,1% volgens cijfers uit de tienjaarlijkse volkstellingen van ISTAT.
| Jaar | Inwoneraantal |
| ---- | ------------- |
| 1991 | 854           |
| 2001 | 923           |

## Geografie
Cavareno grenst aan de volgende gemeenten: Sarnonico, Caldaro sulla strada del vino (BZ), Ruffrè, Amblar, Romeno.

## Externe link

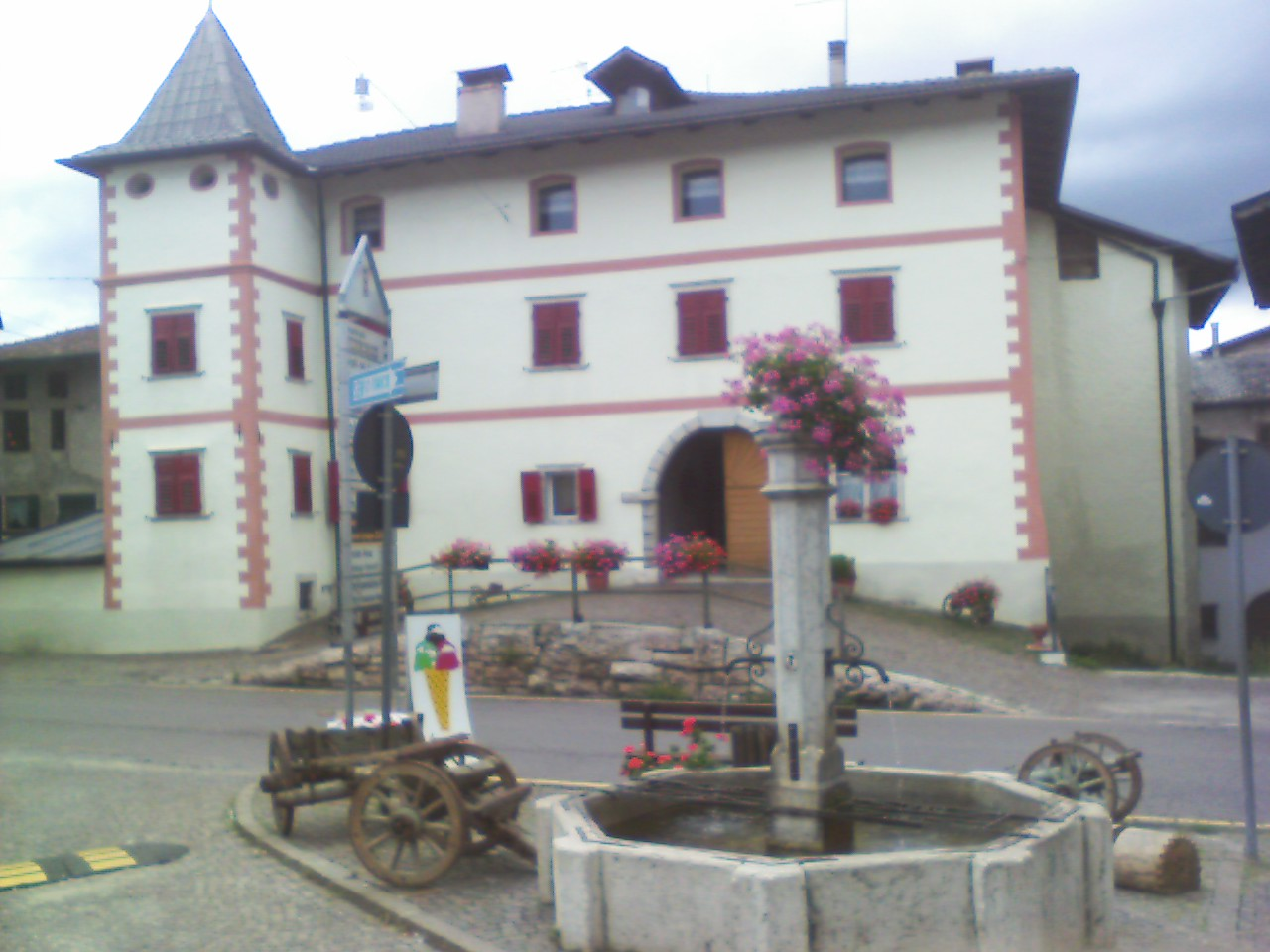